# Stålgrottorna
Stålgrottorna (originaltitel The Caves of Steel) är en science fiction-roman av Isaac Asimov som först publicerades 1953 som en följetong i tidskriften Galaxy Science Fiction och kom ut i bokform året därpå. Romanen utkom som följetong på svenska i tidskriften Häpna! i sju delar från nr 10 1957 till nr 4 1958. Som roman utkom den i svensk översättning 1973 och igen 1978. Den är en sorts detektivroman i science fiction-miljö, och är första boken i en serie om fyra böcker som handlar om roboten Daneel och i tre av böckerna också om polisen Elijah Baley. Nästa bok i serien är Den nakna solen.

## Handling
Romanen handlar om ett mord som skett på jorden. Den mördade är en mycket framstående robotolog från planeten Aurora, den mest framstående av de 50 planeter som har koloniserats och som av jordmänniskorna kallas rymdare. Elijah Baley, en polis från jorden, får i uppdrag att lösa fallet, Till hjälp får han det senaste inom robotologin, nämligen Daneel, en humanoid robot, det vill säga en robot som lätt skulle kunna tas för en människa. Elijah visar först öppet förakt för Daneel men när hans jobb och familj står på spel lägger han sina egna åsikter åt sidan för att lösa fallet. Detta gör att Elijah och Daneel mot slutet blir goda vänner.